# Marko Šimić
Marko Šimić (ur. 23 stycznia 1988 w Pakracu) – chorwacki piłkarz występujący na pozycji napastnika.

## Kariera klubowa
Grę w piłkę nożną rozpoczął w wieku 13 lat w klubie HNK Rijeka. Następnie szkolił się w akademii piłkarskiej NK Zagreb. W sezonie 2006/07 wywalczył z tym zespołem mistrzostwo Chorwacji w kategorii U-19 i został z 19 bramkami królem strzelców rozgrywek. W 2007 roku, decyzją trenera Miroslava Blaževicia, zaoferowano mu profesjonalny, siedmioletni kontrakt, który odrzucił ze względu na niekorzystne warunki finansowe. W lipcu 2007 roku podpisał umowę z rosyjskim FK Chimki i został włączony do składu drużyny U-21. 1 września 2007 roku zadebiutował w Priemjer-Lidze w przegranym 0:1 spotkaniu przeciwko Saturnowi Ramienskoje. W lutym 2008 roku wypożyczono go do FC Daugava (Virslīga), gdzie rozpoczął regularne występy i wywalczył Puchar Łotwy, strzelając gola w meczu finałowym z FK Ventspils. Po powrocie do FK Chimki trenował z zespołem U-21 i zaliczył 3 kolejne spotkania na poziomie rosyjskiej ekstraklasy.
W 2009 roku Šimić powrócił do Chorwacji i związał się umową z drugoligowym NK Lokomotiva Zagrzeb. Po roku jego klub awansował do 1. HNL, w której zadebiutował on 21 sierpnia 2010 w zremisowanym 0:0 meczu z HNK Šibenik, wchodząc na boisko w 78. minucie za Nino Bule. Na początku 2011 roku został wypożyczony do NK Radnik Sesvete, gdzie występował przez pół roku i wywalczył awans do 2. HNL. W czerwcu 2011 roku jako wolny agent podpisał dwuipółletni kontrakt z Vasas-Híd FC. 15 lipca 2011 zadebiutował w NB I w przegranym 2:5 spotkaniu z Debreceni VSC-TEVA, wchodząc na boisko w 46. minucie. W 48. minucie zdobył on dla Vasasu bramkę, natomiast w 60. minucie opuścił plac gry z powodu urazu mięśni uda. W marcu 2012 roku przeszedł on do Ferencvárosi TC, trenowanego przez Lajosa Détáriego, gdzie w 8 meczach zdobył 2 gole. W czerwcu tego samego roku odszedł z zespołu i przez pół roku był wolnym zawodnikiem.
W listopadzie 2012 roku, po zaliczeniu testów, podpisał kontrakt z GKS Bełchatów prowadzonym przez Jana Złomańczuka. 12 listopada zadebiutował w Ekstraklasie w przegranym 0:1 spotkaniu z Pogonią Szczecin. Miesiąc później decyzją trenera Michała Probierza przesunięto go wraz z ośmioma innymi zawodnikami do zespołu Młodej Ekstraklasy. W grudniu klub postanowił o rozwiązaniu z nim umowy za porozumieniem stron. Od marca 2013 roku występował w ND Mura 05. 17 kwietnia 2013 rozegrał pierwszy mecz w 1. SNL w przegranym 1:3 spotkaniu przeciwko FC Luka Koper, w którym zdobył gola. Po zakończeniu sezonu 2012/13 jego klub ogłosił bankructwo i został rozwiązany. Jesienią 2013 roku przeniósł się on do NK Inter Zaprešić (2. HNL), gdzie rozegrał 3 ligowe spotkania. Z powodu komplikacji po przebytych kontuzjach w 2014 roku zawiesił karierę.
W marcu 2015 roku rozpoczął treningi we włoskim klubie Pordenone Calcio (Lega Pro), z którym podpisał trzymiesięczną umowę. W maju tego samego roku, po zaliczeniu jednego ligowego występu, poprosił zarząd o rozwiązanie kontraktu i przeniósł się do grającego w V.League 1 Becamex Bình Dương FC, z którym wywalczył w sezonie 2015 mistrzostwo oraz Puchar Wietnamu. W 2016 roku występował w innych zespołach wietnamskiej ekstraklasy: Đồng Tháp FC oraz Long An FC. W styczniu 2017 roku został piłkarzem drugoligowego malezyjskiego Negeri Sembilan FA, dla którego zdobył w 6 meczach 6 bramek. W czerwcu tego samego roku przeniósł się do Melaka United, dla którego strzelił na poziomie Malaysia Super League 9 goli w 9 występach.
W grudniu 2017 roku, po zerwaniu zaawansowanych negocjacji z Kelantan FA, Šimić związał się umową z Persiją Dżakarta (Liga 1). W sezonie 2018 zdobył z tym zespołem mistrzostwo Indonezji oraz Puchar Ligi (Piala Presiden), zostając z 11 bramkami królem strzelców jak i również najlepszym zawodnikiem turnieju. W Pucharze AFC 2018 zdobył on 9 goli, w tym 4 w meczu z Johor Darul Takzim FC (4:0), co dało mu 3. lokatę w klasyfikacji strzelców rozgrywek.

## Kariera reprezentacyjna
W latach 2006–2010 rozegrał 9 spotkań w młodzieżowych reprezentacjach Chorwacji w kategorii U-19, U-20 oraz U-21.

## Życie prywatne
Urodził się w 1988 roku w Pakracu we wschodniej Chorwacji jako syn Antuna i Jasminy Šimiciów. Ma młodszą siostrę Martinę (ur. 1991). Pochodzi z miasta Kutina, dzieciństwo spędził w miejscowości Novi Vinodolski nad Morzem Adriatyckim. W 2003 roku jego rodzina przeniosła się do Zagrzebia, by pomóc mu w rozwoju jego kariery piłkarskiej.
Podczas pobytu w Wietnamie udzielał się jako fotomodel i aktor epizodyczny. 10 lutego 2019, podczas podróży samolotem na mecz z Newcastle Jets, został oskarżony przez jedną z pasażerek o napastowanie seksualne. Po wylądowaniu na Lotnisku Sydney został tymczasowo aresztowany i zmuszony przez sąd do pozostania w Australii do momentu zakończenia dochodzenia. 10 maja 2019 zarzuty oddalono i mógł on powrócić do klubu.

## Sukcesy
FC Daugava
- Puchar Łotwy: 2008

Becamex Bình Dương FC
- mistrzostwo Wietnamu: 2015
- Puchar Wietnamu: 2015

Persija Dżakarta
- mistrzostwo Indonezji: 2018
- Puchar Ligi: 2018